# Предприятие промышленного железнодорожного транспорта

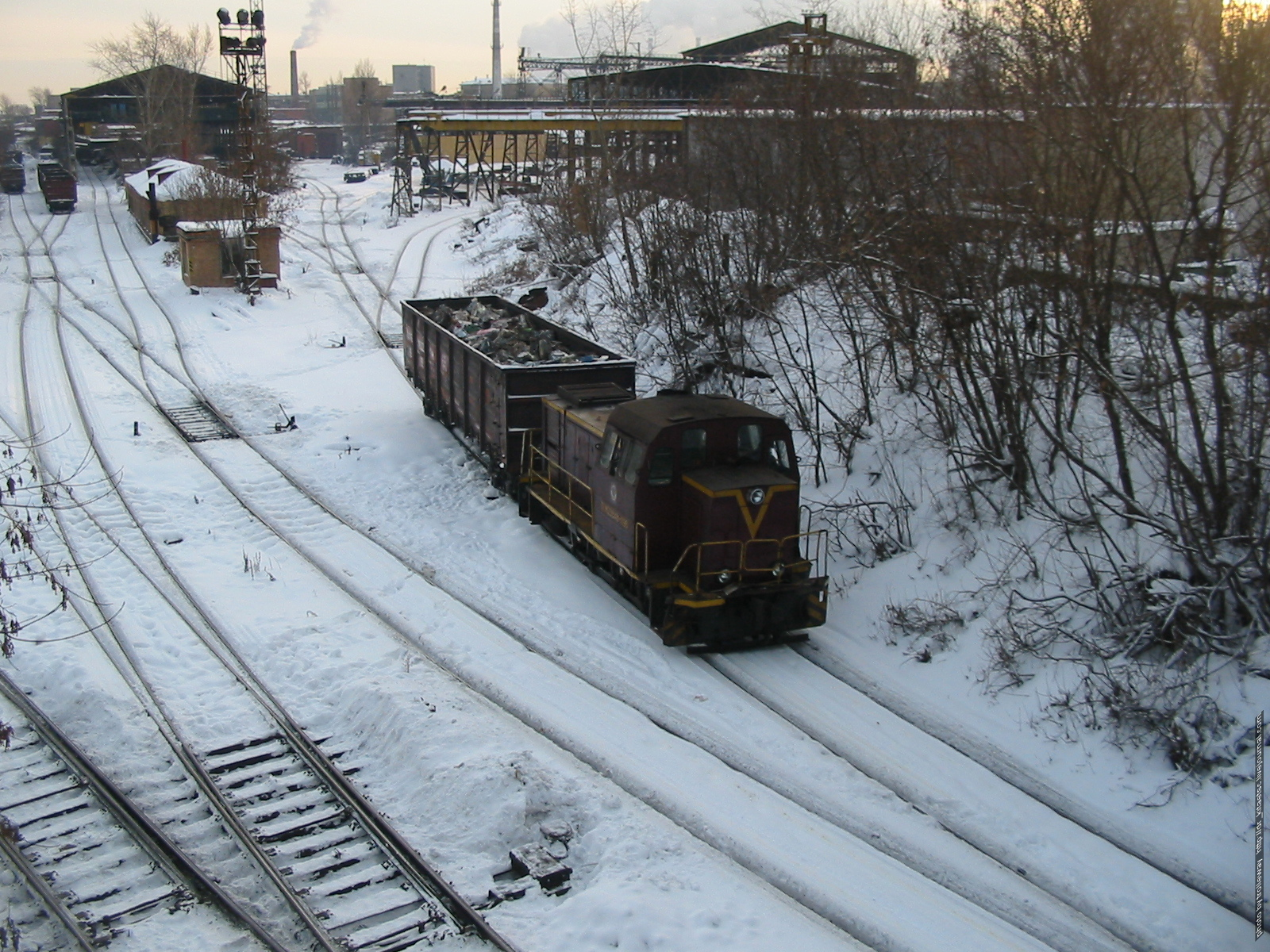
ТГМ23В48 на подъездных путях базы металлолома на Душинской улице в Москве

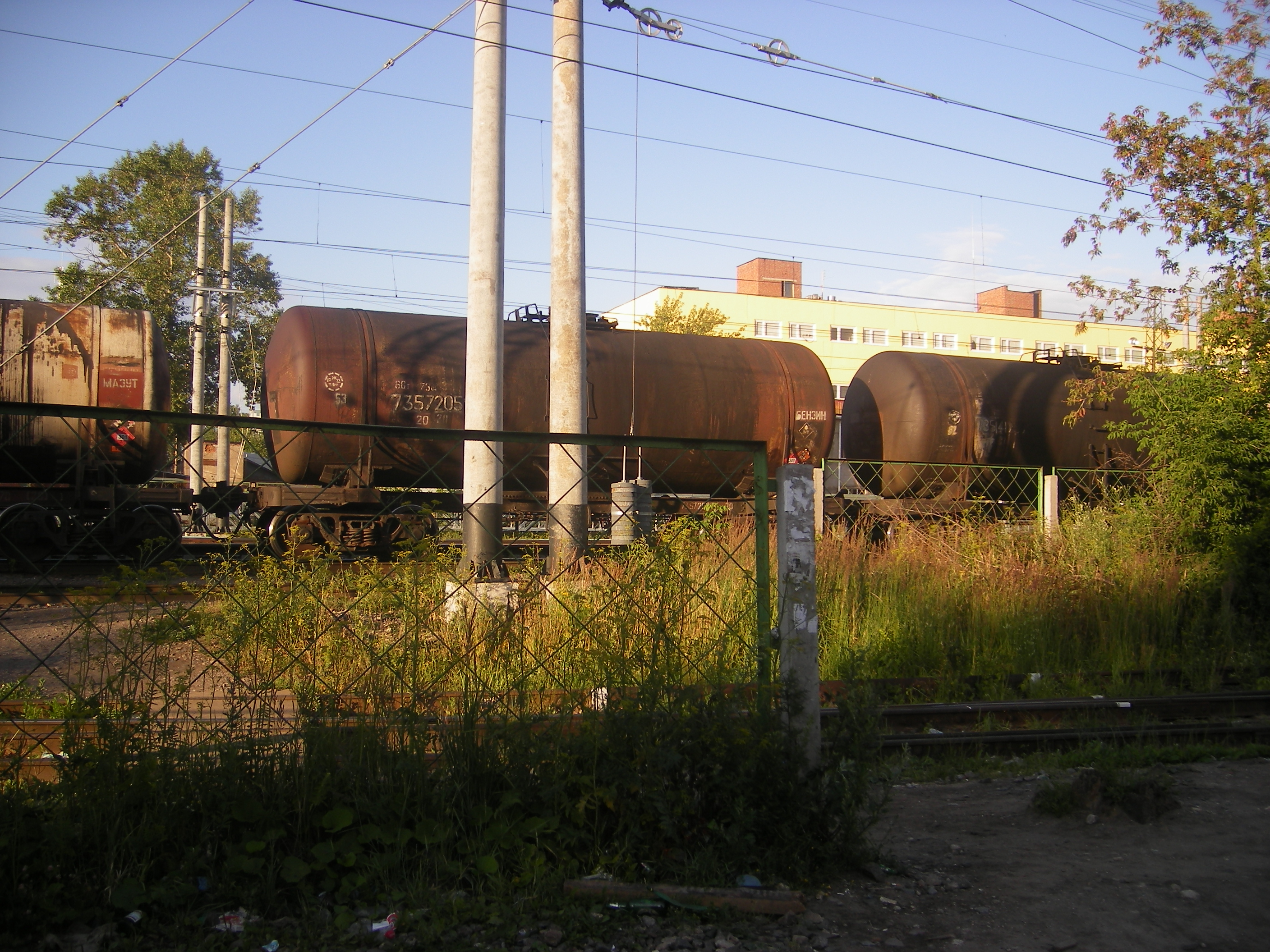
Подъездной путь «Солстек»

Предприя́тие промы́шленного железнодоро́жного тра́нспорта (ППЖТ) — обособленное транспортное предприятие, либо отдельный транспортный цех завода, шахты, фабрики, электростанции или иного промышленного объекта, в задачу которого входит транспортировка промышленных грузов (продукции, сырья, отходов производства) с одного промышленного объекта на другой, либо, чаще всего, от объекта до станции, входящей в сеть РЖД.
ППЖТ работает по общим для всех железных дорог правилам технической эксплуатации, однако не подчиняется ОАО «РЖД». Линии ППЖТ, называемые подъездными путями или путями необщего пользования, не входят в сеть ОАО «РЖД». В местах примыкания линий ППЖТ к сети РЖД в обязательном порядке устанавливаются предохраняющие устройства: предохранительный тупик, колесосбрасывающий башмак, сбрасывающий стрелочный перевод, сбрасывающий остряк и табличка «граница подъездного пути» или «граница пути необщего пользования».
Все ППЖТ относятся к путям необщего пользования.
Как правило, основной тип локомотивов ППЖТ — тепловозы. Тем не менее многие ППЖТ угольных разрезов и карьеров могут иметь электровозы, которые используются для вывоза вскрыши. В исключительных случаях электровозы могут использоваться на подъездных путях прочих предприятий, например, электровозы типа ГЭТ и 410К были на Электрозаводской ветке в Москве.
ППЖТ обычно имеют следующую схему: от станции примыкания, принадлежащей РЖД (в исключительных случаях — другому ППЖТ), начинается подъездной путь. Пример ППЖТ, примыкающего к другому ППЖТ — ОАО «Железнодорожник» (г. Новокузнецк). Ветка может иметь одну или несколько промышленных станций перед предприятиями, для того чтобы не следовать вагонами вперёд по длинному пути. Кроме того, на данных станциях могут производиться приёмо-сдаточные операции, сортировка и накопление вагонов, для обеспечения равномерной подачи вагонов на места погрузки, выгрузки. Если тепловозы ППЖТ не имеют права выхода на пути РЖД, то перед станцией примыкания строится передаточная станция.
Крупные ППЖТ могут иметь несколько станций примыкания. Пример — АО «В-Сибпромтранс» (включает 23 станции, в том числе одну сортировочную — единственную с России на путях необщего пользования), Норильская железная дорога (включает 16 железнодорожных станций), Прокопьевское ПТУ, УЖДТ ОЗСМК. В некоторых случаях возможно примыкание к одной станции, но с нескольких сторон — например, с обеих горловин. Пример — Киселёвское ПТУ.
Оснащение средствами СЦБ также может сильно меняться от местных условий. Многие ППЖТ в качестве единственного средства связи используют радиосвязь, централизация стрелок и сигналов отсутствует. Крупные ППЖТ могут иметь не уступающие станциям РЖД системы СЦБ, полные маневровые централизации станций, микропроцессорную централизацию стрелок и сигналов, автоблокировку или полуавтоблокировку на перегонах и так далее.
В советский период предприятия промышленного железнодорожного транспорта (ППЖТ) входили в состав федеральных железных дорог России.
В 1993—1995 годах в условиях рыночных реформ было принято решение акционировать промышленный железнодорожный транспорт. Образовалось большое количество частных предприятий — от очень малых до крупных. К 1996 году их насчитывалось около 11 тысяч.
Хотя смена форм собственности не изменила характер производственной деятельности ППЖТ, в период формирования рыночных отношений предприятия столкнулись со значительными трудностями. Одной из серьезнейших проблем стало отсутствие нормативной базы, регулирующей деятельность вновь образованных акционерных обществ. Необходимы были усилия для координации работы ППЖТ и формирования нормативной базы исходя из сложившихся реалий.
В 1995 году было принято решение организовать Ассоциацию акционерных обществ и государственных предприятий, которая должна была стать связующим звеном при формировании законодательной базы для работы в рыночных условиях (Ассоциация «Промжелдортранс»).
Учредителями Ассоциации были 14 крупных компаний промышленного железнодорожного транспорта. С момента основания ряды объединения постоянно расширялись. В 2000 году в составе Ассоциации было 27 организаций, в 2010 — 43, в 2020 — 119, в 2021 — 137.